# Heroes Chronicles
Heroes Chronicles – seria strategicznych gier turowych wydana przez firmę The 3DO Company oparta na grze Heroes of Might and Magic III, składająca się z następujących części:
- Clash of the Dragons (pol. Szarża Smoków),
- Masters of the Elements (pol. Władcy Żywiołów),
- Warlords of the Wastelands (pol. Wojownicy Pustkowi),
- Conquest of the Underworld (pol. Podbój Podziemi),
- The World Tree,
- The Fiery Moon,
- Revolt of the Beastmasters,
- The Sword of Frost.

Cztery ostatnie nie zostały wydane w Polsce.

## Wojownicy Pustkowi
Wiele wieków przed wydarzeniami z Heroes of Might and Magic III, na kontynencie Antagarich, Tarnum dowiaduje się od umierającego barda, że barbarzyńcy byli niegdyś ludźmi chwały. Opowieści o jednym z nich, Jargu, inspirują Tarnuma do rozpoczęcia działań na rzecz wyzwolenia jego ludu spod jarzma Królów – Magów z Bracaduun. Wyznaczył Hardaca na swego doradcę. Tarnum na początku jest uważany za drobną rebelię, ale z biegiem czasu czarodzieje traktują go coraz bardziej poważnie. Jeden z nich, Kurl, łapie czterech pozostałych bardów i grozi ich śmiercią, jeśli barbarzyńcy nie złożą broni. Jednak Tarnum zabija go, ratując trzech zakładników. Zdając sobie sprawę, że będzie potrzebował więcej wojsk, zniewala sąsiedni Błotny Lud, by wsparł jego armie. Razem, dwie siły podbijają ziemie, które ongiś dzieliły.
Nieusatysfakcjonowany, Tarnum prowadzi swoich ludzi na wschód, w głąb Blanek (ufortyfikowanych gór pomiędzy Pustkowiami i Bracaduun). Syn Hardaca, Tordac, ginie w tu bitwie. Po przejściu przez góry, Tarnum wyrusza, by odnaleźć barbarzyńskie plemię, które niegdyś podążało za Jargiem. Plądrowali przy tym wszystkie wioski po drodze. W jednej z nich odnajduje ciało swojej starszej siostry. Jego rodzeństwo było zabrane przez Magów dawno temu, gdyż każda rodzina mogła mieć tylko jedno dziecko. Ona była zabita przez jego własną armię. Barbarzyńcy w tym rejonie uważali Tarnuma za okrutnego tyrana. Nawet jego właśni zaczęli dezerterować, bojąc się jego agresji. Na wszelki wypadek, Tarnum truje swoich pozostałych doradców w czasie uczty. Potem rozkazuje swoim siłom pomaszerować na to, co zostało z Imperium Bracaduun. W końcowym scenariuszu spotyka swego ojca, zmartwionego rzeczami, które słyszał o swoim synu. Umiera w łóżku wkrótce po zdobyciu Steelhornu, ostatniego zamku Bracaduun.
Kilka lat po upadku Bracaduun, rycerz Rion Gryphonheart daje początek królestwu Erathii. Przypadkowo spotyka Tarnuma w bitwie i go zabija. Barbarzyńca trafia do Sali Sądów, gdzie trzej barbarzyńscy bogowie znani jako Przodkowie osądzają go jako niegodnego przekroczenia bram Raju. Powraca zatem do Antagarichu jako Nieśmiertelny, miał jednak wielkie wyrzuty sumienia za straszne grzechy, które popełnił.

## Podbój Podziemi
Kilka lat po śmierci Riona Gryphonhearta jego dusza zostaje porwana z raju i zabrana do głębin Podziemi. Tarnum zostaje wysłany przez Przodków, by wsparł królową Allison z Erathii w ratowaniu duszy jej ojca. Na pierwszym poziomie Podziemi Tarnum poszukuje Kuli Przeciwstawienia dla Przewoźnika, by ten zabrał go dalej. Allison chce dołączyć do Tarnuma, ale on prosi ją by trenowała dalej.
Na drugim poziomie Podziemi Tarnum i jego ludzie są dotykani przez duchy z ich przeszłości. Z tych koszmarów Tarnum dowiaduje się, że jego siostra została prawie zabita przez jego Barbarzyńską armię, ale była uratowana przez Riona Gryphonhearta i zaszła z nim w ciążę. Tarnum domyśla się, że dzieckiem jest właśnie Allison i utrzymuje swoją tożsamość w ukryciu przed swoimi ludźmi. Po pokonaniu Nekromantów w drodze na trzeci poziom, Tarnum poznaje imię demona, który porwał duszę Riona. Zwał się Jorm i żył w jeszcze niższych częściach Podziemia.
Deezelisk, Książę Dna, to potężny demon, który ongiś najechał Erathię, ale został pokonany w bitwie i oślepiony przez Riona Gryphonhearta, gdy próbował zdobyć mocną pozycję na powierzchni. Tarnum szuka dla niego Amuletu Magicznej Wizji, by ten znów mógł widzieć i znaleźć lokalizację Jorma. W tym czasie jeden z kapitanów Tarnuma, Mensor, odkrywa, kim jego zwierzchnik jest naprawdę, ale zgadza się zachować milczenie, gdy Tarnum mówi mu, że Allison jest jego siostrzenicą. Krótko później Jorm zostaje zabity, a dusza Riona ocalona.
W czasie bitwy przeciw Jormowi, Deezelisk porywa Allison. Demony zabijają Tarnuma i wszystkie jego siły, ale on powraca dzięki swej nieśmiertelności. Duch Riona wybacza Tarnumowi, który po przegrupowaniu sił uderza na demony i pokonuje Deezeliska, ratując Allison. Wkrótce potem Tarnum otrzymuje tytuł obrońcy królowej, lecz tego samego dnia wymyka się cichcem z jej zamku. Allison nie spotyka Tarnuma już nigdy.

## Revolt of the Beastmasters
Przodkowie wysyłają Tarnuma, by uwolnił Błotny Lud spod Erathiańskiej kontroli. Nawet po setkach lat niewoli lud ten jest zdeterminowany obalić swoich panów. Tarnum zatrudnia gnola Brellicka jako kapitana i wiedźmę Adaminę jako doradcę. Trenuje również Drogla, ludzkiego chłopca wychowanego przez Błotny Lud. Buntownicy pokonują Lorda Onstena i Barona Paglona, zanim Szalony Król Gryphonheart traktuje ich rebelię poważnie.
Król wysyła swego syna, Nivena, by ten uciszył bunt na terytorium Hrabiego Ramberta, jednak skrycie ma nadzieję, że młodzian zawiedzie. Tarnum łapie księcia i pokazuje mu, co niewolnictwo zrobiło z Błotnym Ludem. Niven ostatecznie zgadza się z nim, przez co zostaje wypuszczony z więzienia. Buntownicy zmuszają Ramberta, by wycofał się do innego zamku, zostawiając za sobą wielu więźniów. Jednak kiedy Rambert grozi, że zabije jeńców, w tym Adaminę, Tarnum nie oddaje Nivena. Następnie wysyła Drogla, Brellicka i Nivena („charakteryzując” go uprzednio, by wyglądał jak prawdziwy więzień), by dokonać wymiany. Rambert atakuje z zasadzki ich armię i zabija Brellicka. W odpowiedzi Droglo czyni to samo z adwersarzem i Błotny Lud wkrótce wygrywa batalię. W czasie przygotowań do bitwy z Szalonym Królem we własnej osobie, Tarnum wysyła Drogla do Barbarzyńców z Krewlod (Pustkowia), by przysłali wsparcie.
Adamina i inne czarownice nazywają nowy kraj Błotnego Ludu „Tatalią”, co oznacza „wspólnota” w zapomnianym języku tego ludu, teraz znanym wyłącznie wiedźmom. Tymczasem, szlachta erathijska jest niezadowolona z rządów Szalonego Króla Gryphonhearta i obwołuje Nivena nowym władcą. Ten łączy swoje armie z Tarnumem i wspólnie niszczą ostatnich zwolenników starego króla. Droglo w końcu odkrywa prawdziwą tożsamość Tarnuma, ale godzi się z tym, że się zmienił. Tarnum i Gryphonheart spotykają się wkrótce potem w bitwie i wymieniają śmiertelne ciosy. Tarnum jednakże jest nieśmiertelny wobec tego przeciwnik nie czyni mu żadnych szkód. Wkrótce potem odchodzi z bagien. Droglo zostaje nowym przywódcą Tatalii.

## Władcy Żywiołów
Gdy wymuszony, trwający dziesięć tysięcy lat rozejm między Władcami Ziemi, Wody, Powietrza i Ognia się kończy, Przodkowie wysyłają Tarnuma z misją powstrzymania zemsty żywiołów, zanim zniszczą nasz świat. By tego dokonać, należy wejść do wymiarów żywiołów, a jedyna brama do ich świata jest w ostatnich Wrotach Żywiołów na świecie. Używając sił Gavina Magnusa, Nieśmiertelnego Wielkiego Wezyra z Bracady, Tarnum zdobywa miasto i odkrywa drogę do pierwszego władcy.
Po dotarciu do Wymiaru Powietrza, Tarnum dowiaduje się, że Władca Powietrza, Shalwend, opuścił już swój świat i zniszczył bramę we Wrotach Żywiołów, odcinając mu drogę powrotu, wobec czego Tarnum został zmuszony do szukania innej drogi. Ten uświadamia sobie, że musi nauczyć się magii wszystkich żywiołów, zanim wróci do Antagarichu, co niezbyt przypada mu do gustu, zważywszy na jego barbarzyńskie korzenie. Przed opuszczeniem tego miejsca, Tarnum czuje obowiązek wyzwolenia spod jarzma Shalwenda sylfid, zniewolonych do pracy w kopalniach.
Następnie Tarnum przybywa do Wymiaru Wody, gdzie spotyka opór stworzeń podobnych do Tatalończyków, te jednak służyły Władcy Wody, Acwalanderowi, z własnej woli, bo broniły przy tym własnych domów. Wkrótce po wejściu do tego wymiaru, Tarnum zaczyna cierpieć na coś w stylu choroby morskiej i przez cały czas nie je i pije jedynie herbatę. Wyczuwa w tym spisek, kiedy po odstawieniu herbaty dolegliwości powoli mijają. Gdy w czasie pierwszego porządnego posiłku magowie zaczynają szeptać między sobą, jasnym się staje, że to oni zatruwali mu napój. Ostatecznie okazuje się, że Acwalander również opuścił swój świat. Wobec tego, Tarnum udaje się dalej.
W Wymiarze Ziemi wszyscy ludzie Tarnuma (nawet on sam, chociaż w dużo mniejszym stopniu) zaczynają odczuwać wielki ciężar, jakby ich nogi były z ołowiu. Wielu z magów, wcześniej drwiących z Tarnuma, oblepiało się brudem i chodziło z gołymi torsami, coraz bardziej przypominając Barbarzyńców. Tarnum uznał ich widok wystarczy zamiast zemsty. Wszyscy przypominają sobie o magu Reamusie, który 200 lat wcześniej przybył tu i nie powrócił. Gdy jednak przypadkowo on odnajduje ich obóz, okazuje się, że tu w tym czasie minęło jedynie 16 lat. Ponieważ okazało się, że Władca Ziemi, Gralkor, również opuścił swój wymiar, zostawiając za sobą stwory z podziemi do obrony, Tarnum i jego ludzie zaczynają zdawać sobie sprawę z tego, że Władcy Żywiołów używają jakichś przejść pomiędzy Wymiarami i materialnym światem, by zawczasu przygotować sobie mocne pozycje.
W Wymiarze Ognia wszędzie panoszyły się demony, które chętnie służyły Władcy Ognia – Pyrannaste. W tym czasie Reamus i Barsolar (kuzyn Magnusa i doradca Tarnuma) domyślili się, że to magia łączy żywioły ze sobą i to ona może dać im przewagę nad Władcami Żywiołów. Myślą więc, jak dostać się do Wymiaru Magii. Udaje im się sprowadzić Żywiołaka Umysłu, który mówi przesyłając swoje myśli innym i bez trudu może czytać w cudzych głowach. Informuje ich, że nie może przyłączyć się do wojny bez zgody najstarszych spośród Żywiołaków Magii zwanych Pierwszymi. Wkrótce potem Tarnum ściga się w Wymiarze Magii z innymi żywiołakami do Pierwszych. Osiągnąwszy to, wraca z powrotem do Wymiaru Ognia, by uwolnić Feniksy, które zniewolił Pyrannaste. Jego samego jednak nie znajduje, więc po wykonaniu zadania, wraca do materialnego świata.
Na świecie minęło trzydzieści lat, odkąd Tarnum wyjechał. Magnus przybywa z armią, by wspomóc powracającemu Tarnumowi. Gdy zatrzymują się w obozie, wymieniają się historiami. Gavin mówi, że został zabity przez jednego z behemotów Tarnuma w czasie szturmu na Steelhorn, ale w jakiś sposób się odrodził i stał się nieśmiertelny, później został królem Bracady. Tarnum widzi w Magnusie aroganta i pyszałka, który nie chce się zadawać z ludźmi. Gdy Władcy Żywiołów zostają pokonani odsyła armie żywiołaków z powrotem do ich wymiarów i chłodno daje znać Magnusowi o tym, że te już nigdy nie powrócą do Antagarichu (chociaż robią to jeszcze w Ostrzu Armagedonu). Potem każe Żywiołakom Magii zniszczyć wszystkie Wrota Żywiołów i wszelkie bramy do wymiarów ognia, ziemi, wody i powietrza. Wkrótce potem wraca do życia barbarzyńcy.

## The World Tree
Tarnum słyszy we śnie krzyk „Ocal Drzewo Świata!”. Podróżuje więc setki mil na północ, do pradawnej jaskini, i dołącza do szczątków barbarzyńskiego plemienia, które widocznie miało chronić to Drzewo. Ostatnio nekromanci najechali tę jaskinię, więc Tarnum przyjmuje, że Przodkowie wysłali go z misją powstrzymania ich przed zniszczeniem Drzewa Świata. Tarnum dowiaduje się od mieszkających tu pięciu szamanów, że Drzewo daje życie wszystkiemu. Jednakże nadal nie wie gdzie i czym ono jest. Głebiej w jaskini, znajduje barbarzyńskie plemię pracujące z nekromantami. Chcą oni podążać za Vorrem, Przodkiem, który zmienił się w barbarzyńskiego boga wojny.
Tarnum następnie wchodzi do bujnej jaskini, wierząc, że Drzewo Świata musi być blisko. Myśli, że jeśli będzie w stanie przekonać barbarzyńców, by nie podążali za Vorrem, ten będzie słabszy. Śmiertelny przywódca zwolenników szalonego boga, król Targor, tworzy swoją władzę jak Tarnum, gdy walczył z Bracaduun. Tarnum wysyła więc Grumbę, ogra, który jest jednym z jego dowódców, na poszukiwania Amuletu Pamięci. To pozwala Targorowi zobaczyć doświadczenia Tarnuma, zmuszonego do poddania się Przodkom przez wszystkie wieki, co szczęśliwie kończy szaleństwo Targora.
Elficki druid Nilidon, który przybywa wesprzeć Tarnuma, mówi mu, że system tuneli, w którym był Nieśmiertelny Bohater, to w istocie Drzewo Świata, znany jako Korzenie Życia. Tarnum znajduje Amulet Pamięci, który pokazuje Targorowi błędy w jego ścieżce. Targor kieruje armie przeciw Vorrowi i ginie w walce z nim. Vorr poprzestaje na zniszczeniu Drzewa Świata, a pozostali barbarzyńcy zabijają resztę nekromantów. Tarnum dowiaduje się, że Drzewo Świata odrodzi się, gdy on będzie wychodził z Korzeni Życia w poszukiwaniu Vorra.

## The Fiery Moon
W tej części, jako bezpośredniej kontynuacji „Drzewa Świata”, Tarnum kontynuuje poszukiwania Vorra i dwóch pozostałych Przodków. Jest ciągnięty dalej na północ, przez niegościnną pustynię, na wysokości bezimiennej góry. Po drodze spotyka rannego chowańca Skizzika, zbiega z armii Vorra. Mówi on Tarnumowi, że Przodkowie są przetrzymywani na Płomienistym Księżycu, to którego można dojść jedynie przez Iskrzący Most. Miejsce to jest starożytnym portalem, dzięki któremu można się dostać do każdego miejsca we wszechświecie. Od zarania dziejów jest strzeżony przez żywiołaki, a do użytkowania wymaga Pierścienia Wędrowca.
Tarnum przedostaje się na Płomienisty Księżyc i uwalnia dwóch pozostałych przodków, pokonując strażnika więzienia – Xyrona. Oni zaś dają mu sok z Drzewa Świata, który jest lekarstwem na szaleństwo ich brata. Jednakże Nieśmiertelny Bohater przegrywa w walce przeciw wojskom Vorra. W bitwie tej ginie Grumba (który pojawił się w poprzedniej części). Po odbudowaniu sił, Tarnum planuje zabić szalonego Przodka, jednak pozostali dwaj przekonują go, by użył soku, ponieważ śmierć jednego z Przodków zaowocuje śmiercią całej trójki. W końcu Tarnum dopada Vorra i leczy go sokiem z Drzewa Świata. Po raz pierwszy czuje, że rzeczywiście może zmienić swoje okrutne, barbarzyńskie sposoby.

## Szarża Smoków
Dobre smoki opuszczają AvLee. Żyjący między nimi od dwudziestu lat Tarnum postanawia wyruszyć na ich poszukiwanie. Przed wyjazdem zostawia osieroconego chłopca, Waerjaka wiedźmie ognia, Adrienne, pod opieką. Następnie zatrudnia krasnoluda Kurbona, by ten dbał o dostawy, oraz elfa Aspena jako doradcę. Z tym drugim regularnie gra w szachy, ale jego agresywna taktyka za każdym razem ściąga nań porażkę.
Tarnum dociera do Zaklinaczki Smoków z którą rozmawia o zaginięciu jej podopiecznych. Ta natomiast mówi mu o Mutare, suzerence, która użyła Fiolki Smoczej Krwi, by zmienić się w Smoczą Królową Nighonu, zniewalając wszystkie smoki, dobre i złe, i poddając je jej woli. Bohater kradnie fiolkę i używa jej na Złotych Matkach Smoków, co miało wyzwolić spod władzy Mutare wszystkie dobre smoki. W międzyczasie ratuje z demonicznego więzienia kapitana Valitę. Aspen, ongiś niezwykle zręczny szpieg, podejrzewa ją o szpiegostwo na rzecz Nighonu, w co Tarnum nie zamierza wierzyć.
Tarnum kontynuuje podróż do Mutare, nawet po tym, gdy przeciągnęła na swoją stronę Kryształowe, Rdzawe i Błękitne Smoki. By jednak mieć szanse w starciu z nią, poszukuje pomocy u Czarodziejskich Smoków. Aspen łapie harpiego posłańca do i z Nighonu ze szpiegowskimi raportami. Ta zwraca uwagę, że listy były przyczepione do drzewa strzałą o zielonych i czarnych piórach (takich, jak u Vality). Wtedy Tarnum zdaje sobie sprawę, że to Kurbon jest szpiegiem, ponieważ znał wszystkie ruchy wojsk, a sam robił takie strzały dla młodej kapitan. Krasnolud jednak ucieka do Nighonu, postrzeliwszy uprzednio Aspena, który umiera parę tygodni później.
Szybkie uderzenie Tarnuma na Mutare zmusza ją do wycofania się w głąb Nighonu, lecz wkrótce Smocza Królowa rzuca wszystkie swoje siły przeciw niemu. Valita zostaje złapana przez Kurbona, jednak Nieśmiertelny Bohater w końcu ich odnajduje i uwalnia ją zabijając krasnoluda. Po porażce na własnej granicy Mutare wycofuje się dalej, zastawiając przy okazji pułapkę na wroga. Jednakże wkrótce zostaje zabita przez nieznaną nikomu osobę. Tarnum zostaje wezwany z powrotem przez Przodków, ale obraz AvLee zostaje mu w pamięci, jako najszczęśliwszy w jego życiu.

## The Sword of Frost
Gelu, powiernik Ostrza Armageddonu, wyrusza, by zniszczyć Miecz Mrozu. Tarnum, znając prastarą przepowiednię o tym, że jeśli te dwa ostrza się spotkają, nastąpi koniec świata, próbuje mu w tym przeszkodzić. W związku z ostatnim chaosem po śmierci Mutare w Nighonie, Bohater staje się Suzerenem, by objąć kontrolę nad stworzeniom z Lochów, które jako jedyne chcą walczyć z Gelu. Jednakże panowanie nad tymi brutalnymi istotami przywraca w nim ciemność.
Miecz Mrozu jest ukryty na mroźnych, północnych terenach elfów z Vori. Gelu jest w połowie właśnie elfem z Vori, toteż tubylcy walczą po jego stronie. Ale i własne oddziały Tarnuma są skłonne do konfliktów wewnętrznych. On sam zostaje wkrótce postrzelony zatrutą strzałą przez meduzę, wobec czego zatrudnia swoich wybawców, beholdery Neez, Kilkik i Zarm, jako strażników osobistych i doradców. Dokonują oni zemsty na meduzach, jednak w jej trakcie ginie Zarm.
Kija, trzecia żona króla Kilgora z Krewlod, również ściga Gelu. Zamierza skraść Miecz Mrozu i dać go mężowi, by ich syn został spadkobiercą króla. Tarnum nie może przekonać żadnego z przeciwników do zaprzestania poszukiwań, toteż postanawia zdobyć przewagę w postaci włączenia do armii Błękitnych Smoków.
By dowiedzieć się więcej o Mieczu, Bohater łapie krasnoluda Ufretina, przyjaciela i kapitana Gelu. W tym czasie zamienia ostatniego żyjącego doradcę, beholdera Kilkika, na minotaura Trongara i meduzę Zallisę. Następnie przekonuje Ufretina do zrozumienia go, po czym go wypuszcza. Ten natomiast daje Tarnumowi czas, w którym Kija zostaje złapana, a jej armia – unicestwiona. Gelu jednak wciąż kontynuuje marsz w kierunku miasta Volee (w którym ukryto Miecz).
Ostatecznie Tarnum pokonuje Gelu i wkracza do Volee, ale tam odkrywa, że Miecz Mrozu został skradziony przez Kiję, która uciekła z więzienia parę tygodni wcześniej. Bohater na końcu woła do przodków: „Proszę, nie pozwólcie mojej litości zniszczyć świata!”.

## Kontynuacja wHeroes IV
W intro do Heroes IV rozgrywa się bitwa (niedługo po wydarzeniach z The Sword of Frost) pomiędzy Gelu, powiernikiem Ostrza Armageddonu i Kilgorem, posiadaczem Miecza Mrozu. W momencie, w którym dwie bronie zderzają się ze sobą, następuje ogromna eksplozja, która niszczy ten świat. Jednakże wielu ucieka przez tysiące magicznych portali do świata zwanego Axeoth.
Historia Tarnuma trwa dalej w kampanii Mocy. Uciekł on do Axeoth wraz z przybranym synem, Waerjakiem, który zamierza zjednoczyć swój rozproszony lud, jako nowy król barbarzyńców. Jednakże zostaje w końcu złapany i zabity przez nieuczciwego wojownika, znanego jako Vogel Karkołamacz. Nie wraca do Axeoth, ale podąża do Raju, gdzie ma być ostatecznie osądzony przez Przodków.
Po śmierci ojca i mentora, Waerjak kontynuuje jednoczenie barbarzyńskich ludów. Przy okazji dopada Vogla w jego twierdzy i dokonuje zemsty za Tarnuma. Ten jednak w końcu powraca do syna i zdaje mu sprawę ze swojego życia, jako nieśmiertelny bohater. Okazuje się, że Przodkowie pozwolili mu wejść do Raju, jednak ten odmówił woląc zostać opiekunem śmiertelnych, wśród których żył tak długo.
Wraz z upadkiem 3DO i porzuceniem przez Ubisoft historii z tych i poprzednich części Heroes of Might and Magic, to już prawdopodobnie koniec Heroes Chronicles.